# Rock Bottom (Hailee Steinfeld)
Rock Bottom is een nummer van de Amerikaanse zangeres Hailee Steinfeld uit 2016, in samenwerking met de Amerikaanse band DNCE. Het is de tweede en laatste single van Steinfelds debuut-EP Haiz.
"Rock Bottom" flopte in Amerika, maar werd wel een klein succesje in Nederland. Het bereikte de 17e positie in de Nederlandse Tipparade. In Vlaanderen kwam het ook niet verder dan de Tipparade.